# Труженик (Башкортостан)
Труженик (баш. Труженик) — деревня в Благовещенском районе Республики Башкортостан Российской Федерации. Входит в состав Орловского сельсовета. 

## География

### Географическое положение
Расстояние до:
- районного центра (Благовещенск): 21 км,
- центра сельсовета (Орловка): 2 км,
- ближайшей ж/д станции (Загородная): 41 км.

## История
Поселок Труженик возник на территории Удельно-Дуванейской волости  в первой половине 1920-х годов как сельскохозяйственная артель. Вероятно, артель была образована жителями соседней Орловки. Поселок  Труженик всегда входил в состав Орловского сельсовета. В 1930-е - 1950- е гг. поселок входил в колхоз имени Сталина, в позднесоветское время - в состав колхоза "Заря".

## Население
| 2002 | 2009 | 2010 |
| ---- | ---- | ---- |
| 47   | ↗50  | ↘39  |

Национальный состав
Согласно переписи 2002 года, преобладающая национальность — татары (64 %).
Динамика населения: в 1939 году в поселке насчитывалось 84 человека, в 1969 - 86, 1989 - 65, в 2010 - 39.